# Lussingesyge
Lussingesyge (erythema infectiosum) bliver også kaldt den femte børnesygdom. Den skyldes en virus, som går under betegnelsen Parvovirus B19. Det er en virus, som smitter ved tæt kontakt imellem mennesker, f.eks. ved hoste. Den angriber de celler i knoglemarven, som producerer blod, og derfor kan sygdommen medføre blodmangel. Den rammer som regel børn, men alle aldersklasser kan risikere at blive smittet.
Man har typisk sygdommen i sig mellem én og to uger, inden den bryder ud. I den tid kan man overføre sygdommen til andre. Når først sygdommen er brudt ud, smitter man ikke længere.

## Symptomer
Sygdommen viser sig først ved et rødt udslæt på kinderne, og dette breder sig i løbet af et par dage til ydersiderne af armene og benene. Der kan også forekomme udslæt på resten af kroppen, men dette sker sjældent. Der kan forekomme kløe og hævelse af leddene, og det sker hyppigst hos voksne.
Frem til tidspunktet, hvor sygdommen bryder ud, kan man have influenzalignende tegn og kløe. Dog forløber sygdommen ofte så mildt, at man ikke altid opdager, at man har den.

## Diagnose
Diagnosen bliver stillet ved hjælp af en blodprøve, hvor man kan se, om personen har været smittet før eller har tegn på at bære sygdommen.

## Behandling
Der findes ingen behandling.

## Komplikationer
Der kan forekomme alvorlig blodmangel hos personer, som i forvejen har en blodsygdom.
Gravide skal også være opmærksomme på sygdommen, da den kan overføres til fosteret og i værste fald medføre abort.

## Andet
Konstateres lussingesyge på en arbejdsplads, må ifølge Arbejdstilsynet gravide som ikke har haft sygdommen ikke beskæftige sig med det pågældende arbejde i op til 6 uger, efter at det sidste tilfælde er konstateret på stedet..